# درآوردن کفش در خانه و مکان‌های مذهبی

Countries where people take off their shoes indoors (green) and countries where they do not (blue)

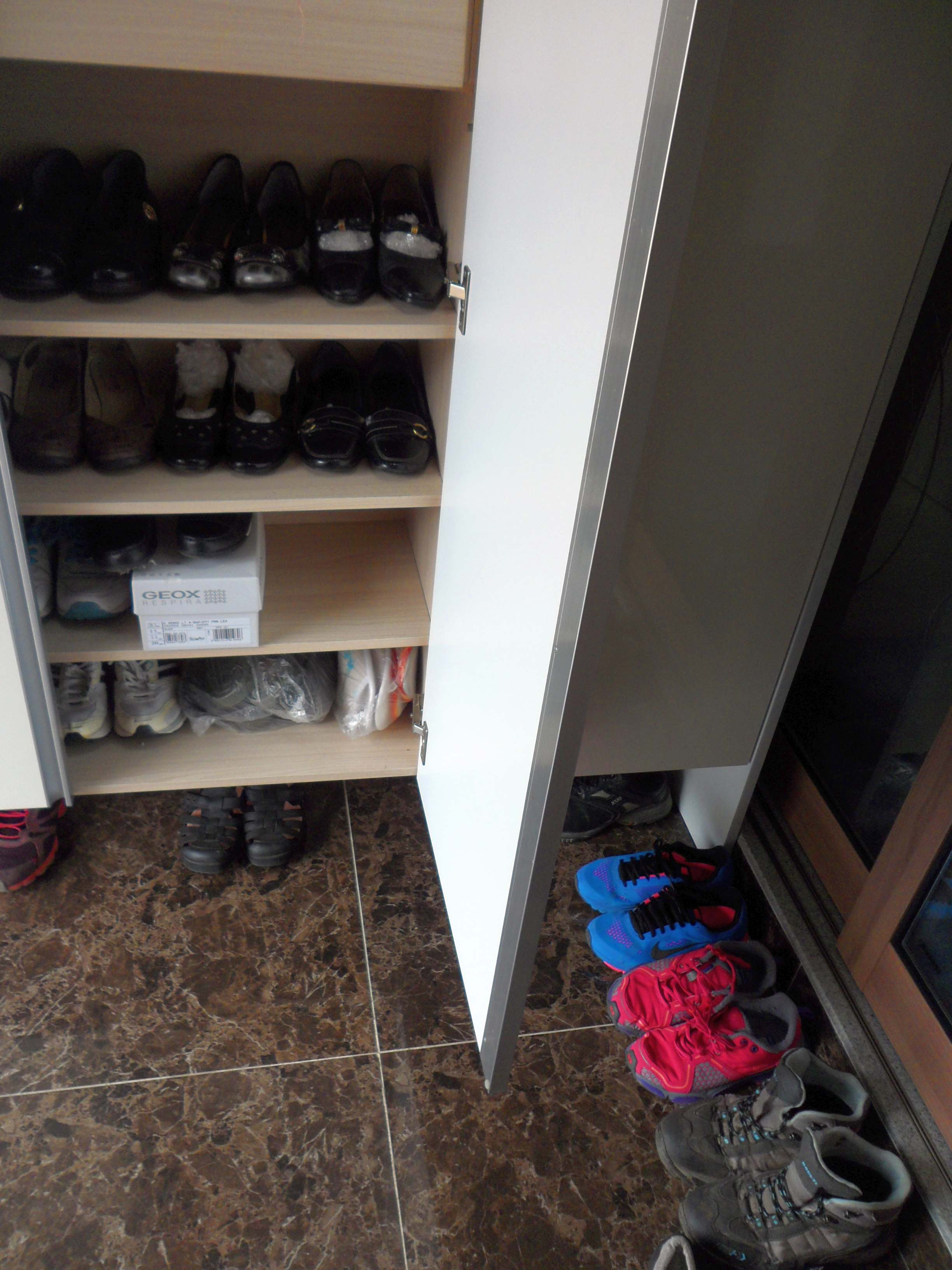
ورودی یک خانه کره‌ای که که کفش‌ها را جلوی در درآورده و در جاکفشی گذاشته‌اند.

در بسیاری از فرهنگ‌ها درآوردن کفش در خانه، اماکن مذهبی مثل مسجد و مقابر سنّتی رایج است. در برخی کشورها در مدارس نیز کفش‌ها را از پای درمی‌آورند.

## پیشینه
در مذاهبی که از شبه‌قاره هند و خاورمیانه ریشه گرفته‌اند، رسم است که کفش‌ها در هنگام ورود به اماکن مذهبی از پای درآورده شوند؛ مثلاً در انجیل، خدا به موسی دستور می‌دهد که پیش از ورود به کوه سینا کفش‌هایش را درآورد. در سیاق فکری مشرقی، به نظر می‌رسد کفش‌ها عامل آوردن گرد و خاک به داخل هستند و با درآوردن کفش شخص «ناپاکی خود را در برابر امر مقدّس نشان می‌دهد.» هندوئیسم و اسلام هر دو، پاها را ناپاک می‌دانند و عملی مثل لمس کردن کتاب با پا یا اشاره کرده به کسی با پا را زشت می‌انگارند. به همین علّت در بسیاری از مساجد و معابد هندو و همچنین کلیسا و کنیسه‌های واقع شده در شبه‌قاره و خاورمیانه رسم است که عبادت‌کنندگان کفش‌های خود را از پای درآورند.